# Pastor Bonus
Pastor Bonus (с лат. — «Пастырь Добрый») — апостольская конституция, провозглашена папой римским Иоанном Павлом II 28 июня 1988 года. Она начинала ряд реформ в процессе управления центральным правительством Римско-католической Церкви, так статья 1 устанавливала: "Римская курия — комплекс дикастерий и институтов, которые помогают папе римскому в осуществлении его высшего пастырского долга для пользы и служения всей Церкви и партикулярных Церквей. Это таким образом укрепляет единство веры и общение народа Божьего и продвигает миссию, надлежащую для Церкви в мире". 
Она была отменена и заменена документом Praedicate Evangelium (выпущенным 19 марта 2022 года при Папе Франциске), вступившим в силу 5 июня 2022 года.

## Изменения
Среди изменений, сформулированных в конституции, было вхождение Совета по общественным делам Церкви в Государственный Секретариат Святого Престола как Секции по отношениям с государствами (Вторая секция). Совет по общественным делам Церкви раньше был секцией Государственного Секретариата Святого Престола, но был сделан независимой дикастерией папой римским Павлом VI в 1967 году.
Конституция также открыла членство в дикастериях священникам, диаконам, монашествующим и мирянам. В течение столетий только кардиналы имели право на членство в органах Святого Престола, но папа римский Павел VI разрешил епархиальным епископам быть членами после призывов к соборности на Втором Ватиканском Соборе. Апостольская конституция Pastor Bonus продолжила движение к большей открытости центрального правительства церкви, позволяя представителям всех верных иметь роль в Римской Курии.

## Роли
Апостольская конституция Pastor Bonus излагает роли различных секретариатов, конгрегаций, Папских советов, Папских комиссий, трибуналов, и других служб Святого Престола. Она также устанавливает нормы для визита епископов Ad limina в Рим и отношений между Святым Престолом и партикулярными Церквями и епископскими конференциями.